# Basileuterus ignotus
Basileuterus ignotus là một loài chim trong họ Parulidae.